# Пассенье, Майк
Майк Пассенье (нид. Mike Passenier, Амстердам) — тренер по кикбоксингу, владелец клуба «Mike’s Gym». В мире единоборств имеет прозвище «Большой Майк».

## Биография
Пассенье увлекся кикбоксингом в 15 лет. До этого он играл в футбол. Майк никогда не выходил на профессиональный ринг. Работая вышибалой в зале игровых автоматов, он познакомился с чемпионом мира по кикбоксингу Гилбертом Баллатини. Майк спарринговался с ним. Гилберт оценил уровень Пассенье и пригласил его работать помощником тренера.

### Тренерская деятельность
Преподавать боевые искусства Пассенье начал в 2002 году. Годом позже открыл собственный зал. После открытия клуба известность пришла к Майку благодаря работе с Йори Месом, который считается одним из лучших комбинационных бойцов в истории кикбоксинга. Он работал в Макдональдс, когда познакомился с Пассенье. Теперь его профиль стал частью логотипа Mike’s Gym.
Пассенье взрастил многих чемпионов мира, среди которых: Бадр Хари, Гекхан Саки, Муртел Гроенхарт, Сахак Парпарян. На определённых этапах карьеры Майк тренировал таких звезд как Артур Кишенко, Мелвин Манхуф, Алистар Оверим, Фредди Кемайо, Бьёрн Бреги, Сергей Адамчук и Сергей Лащенко. Занятия проводит в собственном зале «Майкс Джим».
Всего под руководством Майка занимаются около 1100 человек. Его клуб — один из крупнейших в Голландии. Зал очень хорошо оборудован, хоть и находится на периферии Амстердама. К залу примыкает офисное помещение его промоутерской компании площадью 150 квадратных метров. Известный наставник не планирует открывать филиалы зала, тк считает что без его личного присутствия клуб существовать не может.
Воспитанников Пассенье отличает нацеленность на нокаут во время боя. Они не используют тактику, ориентированную на набор очков.
У Майка есть трогательная традиция — во время боя он целует своих бойцов.
В феврале 2019 Mike’s Gym вступил в партнерские отношения с другим известным амстердамским залом - Вос Джим, которым руководит Ипполит Иван. С этого времени оба клуба будут располагаться под одной крышей.

### Работа с Бадром Хари
Пожалуй, самым знаменитым воспитанником Майка на сегодняшний день можно назвать Бадра Хари. Личные взаимоотношения у ученика и наставника сложные, но как признавался в интервью Пассенье: когда Бадру нужно было перейти в более тяжелую категорию, он лично делал ему бутерброды с арахисовым маслом. Хари тоже трепетно относится к своему наставнику. Когда они летали на бои по версии К-1 в Японию, у них были билеты в разные классы в самолёте, и по словам Пассенье, Бадр постоянно проверял как дела у наставника, оказавшегося в худших условиях.
Пассенье посещал Россию со своим учеником, где проводил обучающие семинары. Его вместе с Бадром встречали аплодисментами.